# Fahrradgate
Als Fahrradgate wird ein Fall des illegalen Weiterverkaufs von Fahrrädern bei der Leipziger Polizei bezeichnet. Eine Polizistin der Polizeidirektion Leipzig steht im Verdacht, über einen Zeitraum von vier Jahren sichergestellte Fahrräder weiterverkauft zu haben. Sie gehörte zur Ermittlungsgruppe „Zentrale Bearbeitung der Fahrradkriminalität“ (ZentraB Fahrrad). Die Fahrräder wurden an Personen innerhalb der Polizei sowie der Staatsanwaltschaft weiterverkauft. Nach einer kleinen Anfrage des Abgeordneten Marco Böhme gibt es in dem Verfahren 95 Beschuldigte,  davon stammen 45 aus der Polizeidirektion Leipzig. Es werden Verfahren wegen Korruption, Strafvereitelung im Amt, Diebstahl und Unterschlagung geführt.
In Leipzig wurden 2019 etwa 1700 Fahrräder pro 100.000 Einwohner gestohlen. Damit lag Leipzig bei den Diebstählen pro Einwohner an der Spitze der 25 größten Städte Deutschlands. Die Polizei Sachsen gründete schon im Jahr 2012 eine Ermittlungseinheit. Es gehörte mit zu deren Aufgaben, sichergestellte Fahrräder bis zur Verschrottung oder anderweitigen Verwertung aufzubewahren. Im Jahr 2019 wurden Unregelmäßigkeiten festgestellt. Fahrräder wurden an einen privaten Verein übergeben und über diesen sollen dann die Fahrräder weiterverkauft worden sein. Die Integrierte Ermittlungseinheit Sachsen (INES) im Landeskriminalamt Sachsen ist für Ermittlungen im Bereich der Korruption zuständig und führte im Juli 2019 eine Hausdurchsuchung durch. Dort stellten die Ermittler zahlreiche Unterlagen sicher. Im selben Jahr wurde das Sächsische Staatsministerium des Innern über den Korruptionsskandal informiert. Der sächsische Innenminister Roland Wöller hat im Juni 2020 eine Untersuchung der Vorfälle angeordnet. Diese sollen von Klaus Fleischmann, ehemaliger sächsischer Generalstaatsanwalt, geleitet werden.